# Fortaleza do Monte

La Fortaleza do Monte, també nomenada Monte Forte (oficialment Fortaleza de Nossa Senhora do Monte de São Paulo; en xinés: 大炮台; en pinyin: Dà Pàotǎi), construïda pels missioners jesuïtes entre 1617 i 1626, va ser la principal estructura de defensa militar durant l'Imperi Portuguès de la colònia portuguesa de Macau (a la República Popular de la Xina). Va ser crucial en el rebuig de l'intent d'invasió holandesa quan el 24 de juny de 1622 van atacar amb tres vaixells i 1.300 homes:
| «                                             | "... Es va comprimir l'invasor holandès al desembarcament. Però aquells portuguesos, i uns quants espanyols que van estar al costat seu, van obrar meravelles aquell dia. L'artilleria, servida pels pares jesuïtes, va frenar en sec l'avançament holandès. I tot seguit els defensors, fins i tot estant molt inferiors en nombre, van sortir de les seves defenses, invocant la Verge Maria i Santiago Apóstol van trencar el setge i es van abalançar contra els atacants, obligant a fugir als heretges que van córrer a refugiar-se en els seus vaixells..." | » |
| — Un cronista ens va deixar aquest testimoni. | |   |

## Història
Va ser construïda a la part alta d'una muntanya situada al centre de la península, la qual cosa permet veure per sobre la ciutat en totes direccions. La fortalesa té la forma d'un trapezoide irregular que cobreix una àrea aproximada de 8 000 metres quadrats. Es trobava equipada amb canons, barracons militars, pous i un arsenal que contenia suficients municions i subministraments que permetien suportar un setge de dos anys de durada.
Els murs tenen 3,7 metres de grossor a la seva base, 9 metres d'altura estrenyent-se fins a 2,7 metres de grossor a la part superior. Hi ha 32 canons instal·lats en els parapets i les dues cantonades de la paret sud-est tenen torres de vigilància. No hi ha armes que apuntin cap a la Xina continental, la qual cosa indica que la fortalesa va ser construïda per defensar-se contra atacs marítims.
El 1965 es va instal·lar un observatori climàtic i la fortalesa va ser desmilitaritzada el 1976. L'any 1998 es va instal·lar allí el Museu de Macau. Macau va ser retornada a la Xina el 20 de desembre de 1999, sota els termes d'un acord negociat similar al del Regne Unit quan va lliurar Hong Kong.
La fortalesa ha complert amb diverses funcions:
- Primera residència dels Governadors de Macau (1623 i 1740)
- Seu de dues companyies del «Batalló Prince Regent» per actuar com policia local (1810-1841)
- Departament meteorològic (1966 -1996)
- Museu de Macau (A partir de 1998)

## Patrimoni de la Humanitat
La fortaleza do Monte forma part del Patrimoni de la Humanitat de la Unesco sota el nom Centro històric de Macau. Y que junt amb la fortalesa comprèn el far més antic de tota la Xina, i tot el centre històric de la ciutat, on segons la UNESCO: «el carrer principal i els edificis residencials, civils i religiosos d'estil portuguès i xinès són un testimoni excepcional de la trobada entre les tendències estètiques, culturals, arquitectòniques i tecnològiques de l'Orient i Occident.»

## Galeria

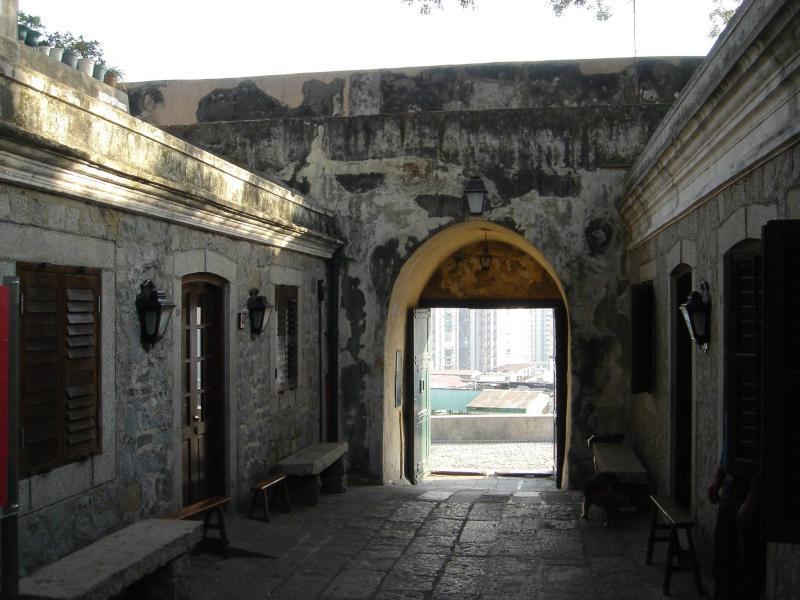
Vista d'una entrada de la fortaleza.
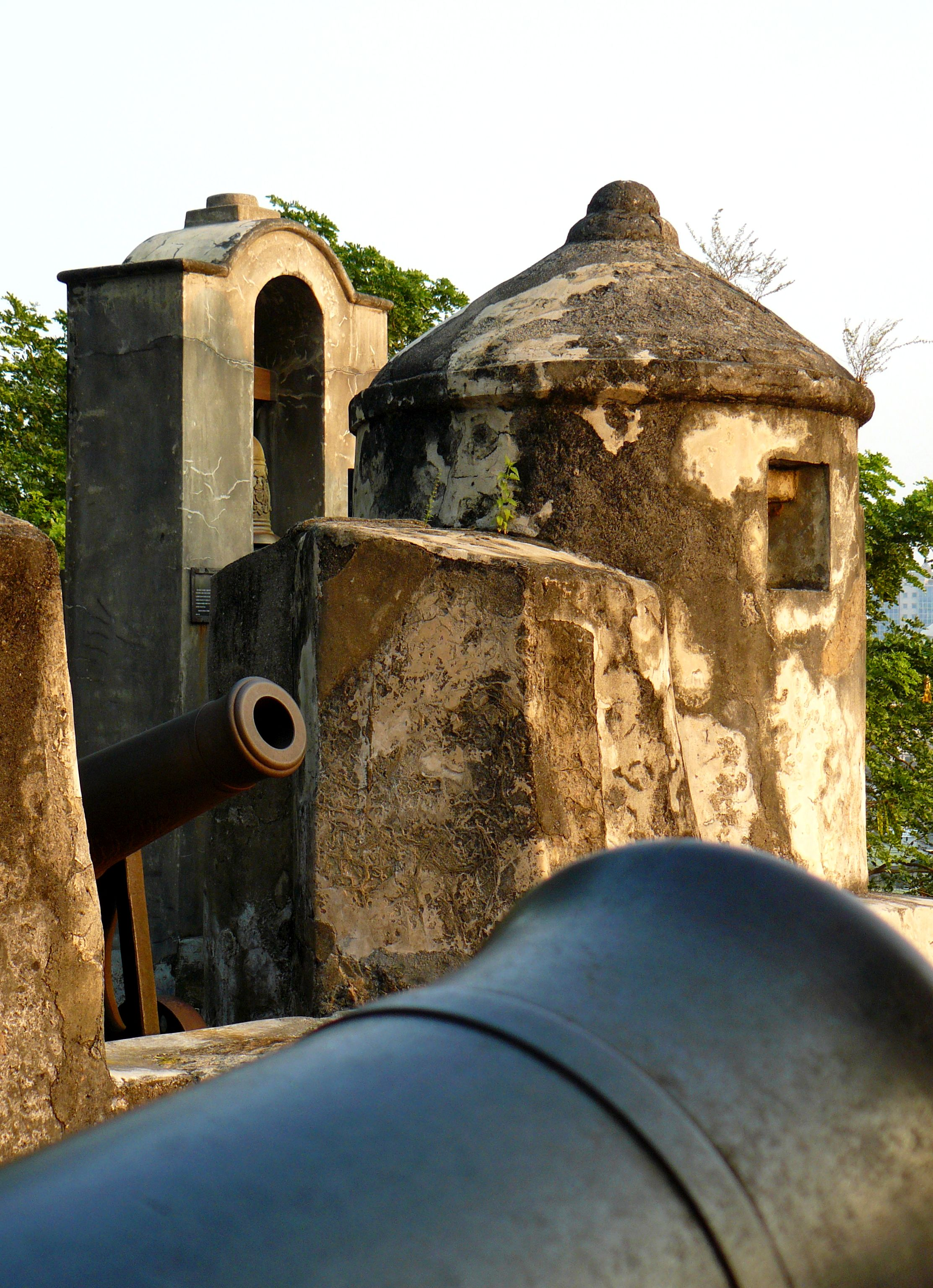
Canons a la fortaleza do Monte.
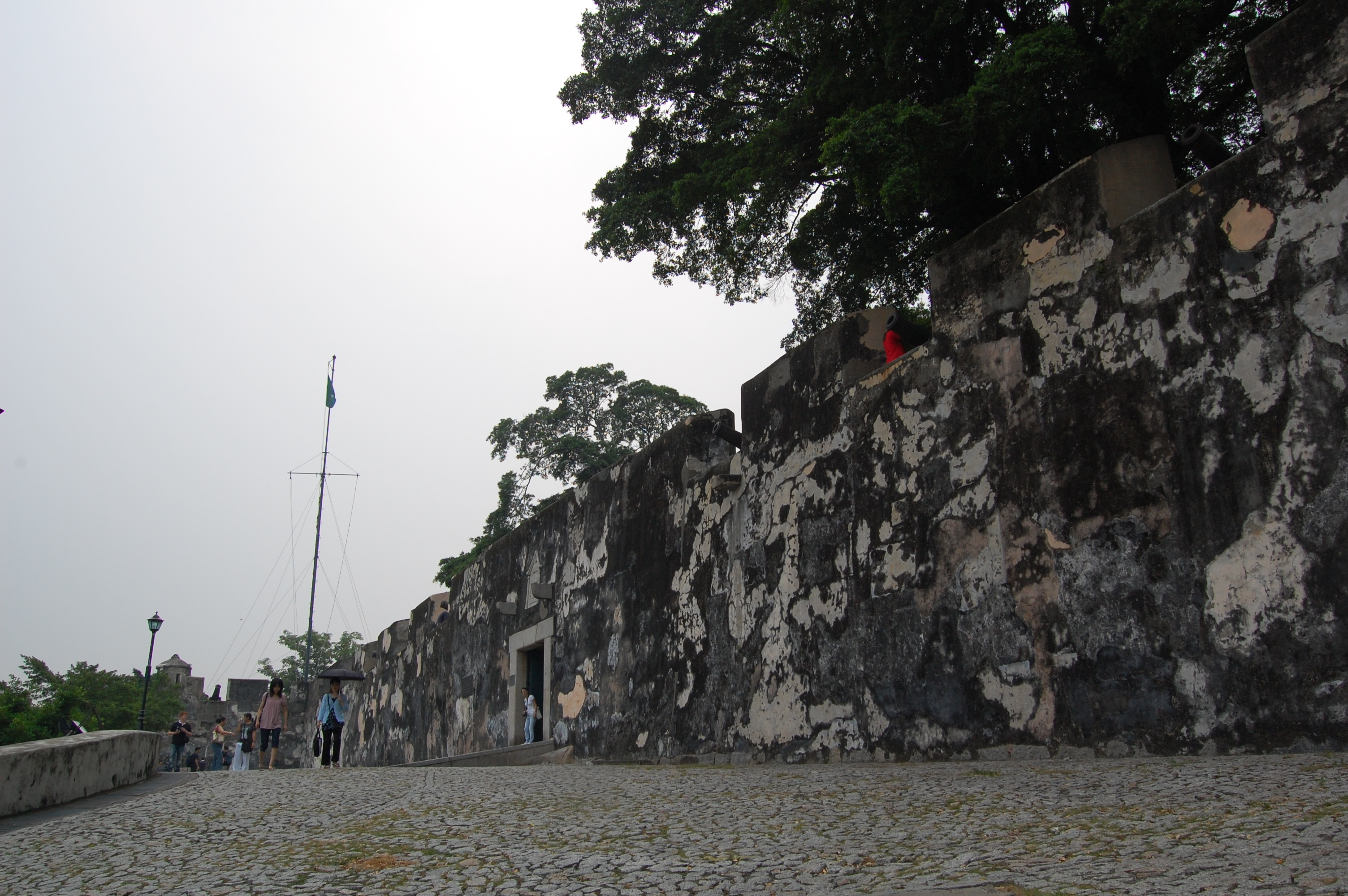
Murs de la fortaleza.
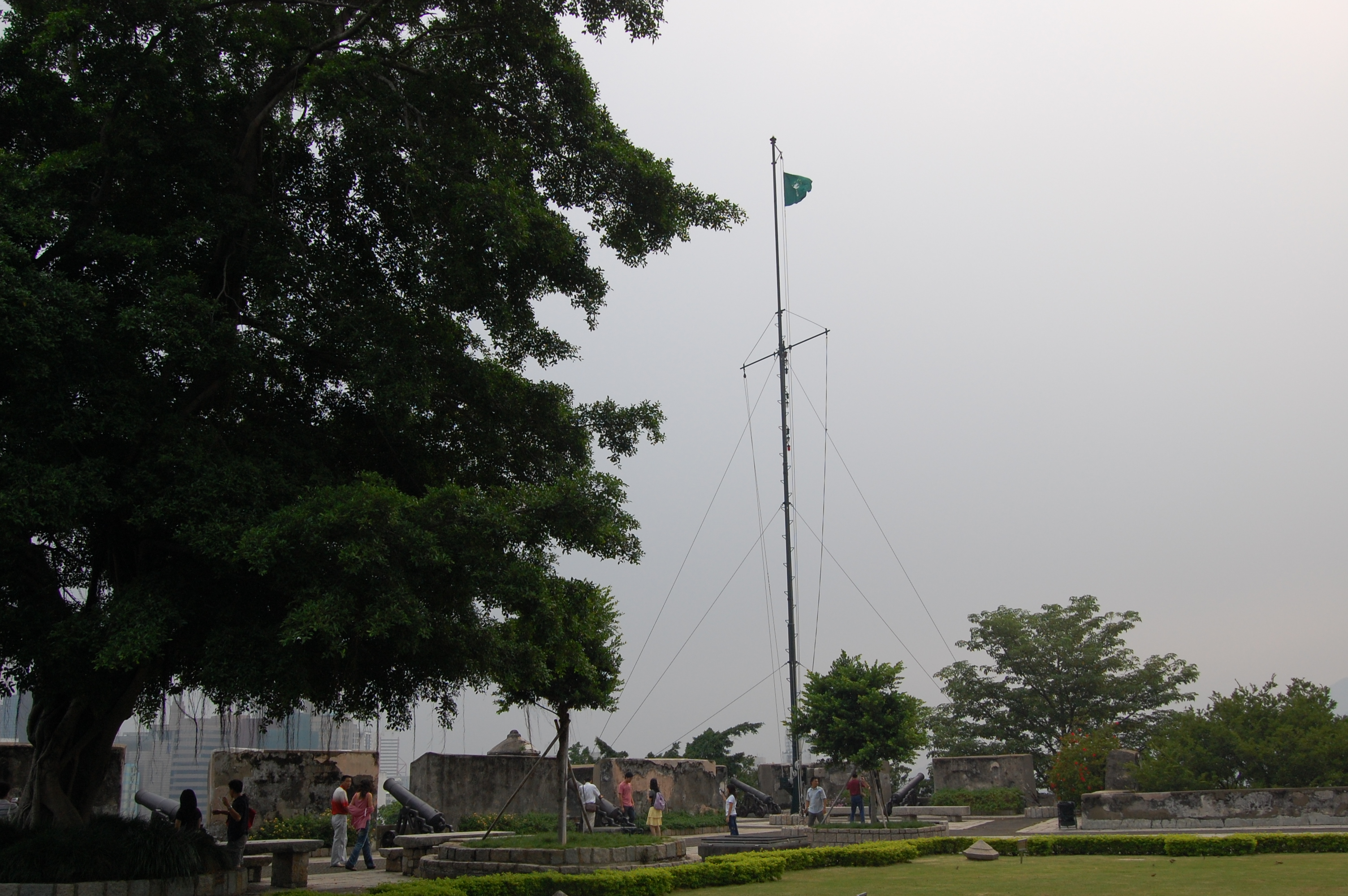
Part superior interior dels murs.